# Ulla-Christina Sjöman
Ulla-Christina Sjöman, född 20 mars 1926 i Helsingfors, död där 6 december 2019, var en finländsk förbönsledare.
Sjöman, som var dotter till kaptenlöjtnant Thorolf Sjöman och barnträdgårdsläraren Margit Ascholin, avlade studentexamen vid Nya svenska samskolan 1945, studerade därefter teologi och blev sacri ministeri kandidat vid Helsingfors universitet 1950. Under studietiden var hon aktiv inom Svenska studenters kristliga förening och hjälpte till med juniorer och söndagsskola i Norra svenska församlingen i Helsingfors. I denna församling fick hon sin första tjänst som ”kvinnlig teolog”, som ämbetsbeteckningen lydde på den tiden. Hennes distrikt blev Tölö och Mejlans, det vill säga de stadsdelar som 1956 bröts ut från Norra svenska församlingen och bildade Tomas församling. Hon var även timlärare i religionskunskap i Svenska flickskolan (1954–1956) och Laurellska skolan (1956–1967), och auskulterade samtidigt (1955). År 1967 övergick hon till Lukas församling (sedermera efter församlingsfusion Petrus församling) – nu som lektor, som var ny ämbetsbeteckning för de kvinnliga teologerna. 
År 1972 deltog Sjöman i Karisma 72, en stor karismatisk konferens i Stockholm och efter detta började hon att hålla lovprisningsandakter i Munksnäs kyrka, vilket blev upphovet till förbönsgudstjänsterna som första gången hölls i februari 1974. Då deltagarantalet ständigt steg flyttades förbönsgudstjänsterna 1982 till Munkshöjdens kyrka, som hade plats för 600 personer. Kvällarna fick namnet Förbön och tack. När allt fler finskspråkiga gudstjänstdeltagare började dyka upp beslöt man snart att inte bara bibelutläggningen utan allt som sades och sjöngs och bads skulle tolkas till finska. Dessa tvåspråkiga gudstjänster i en finlandssvensk församling var en unik företeelse i Finland. Hon pensionerades 1989, men fortsatte under många år att hålla förbönsgudstjänster i Munkshöjdens kyrka. Hon höll dessutom sedan 2000 regelbundet förbönskvällar i Valkom kapell och fortsatte att resa runt i hela Finland på inbjudan av olika församlingar. Hon talade alltid på svenska och använde tolk i finska församlingar.